# Березинська сільська рада (Миколаївський район)
| Березинська сільська рада — колишній орган місцевого самоврядування у Миколаївському районі Львівської області з центром у селі Березина. Історична дата утворення: в 1939 році. Водоймища на території, підпорядкованій даній раді: річки Дністер, Колодниця. Сільраді були підпорядковані населені пункти: - c.Березина |

## Склад ради
Рада складалася з 16 депутатів та голови.

### Керівний склад ради
| ПІБ                      | Основні відомості                                                 | Дата обрання | Дата звільнення |
| ------------------------ | ----------------------------------------------------------------- | ------------ | --------------- |
| Лавро Олег Олександрович | Сільський голова, 1971 року народження, освіта, безпартійний      | 26.03.2006   | 31.10.2010      |
| Лавро Олег Олександрович | Сільський голова, 1971 року народження, освіта вища, безпартійний | 31.10.2010   |                 |

Примітка: таблиця складена за даними джерела